# 烏尼耶島

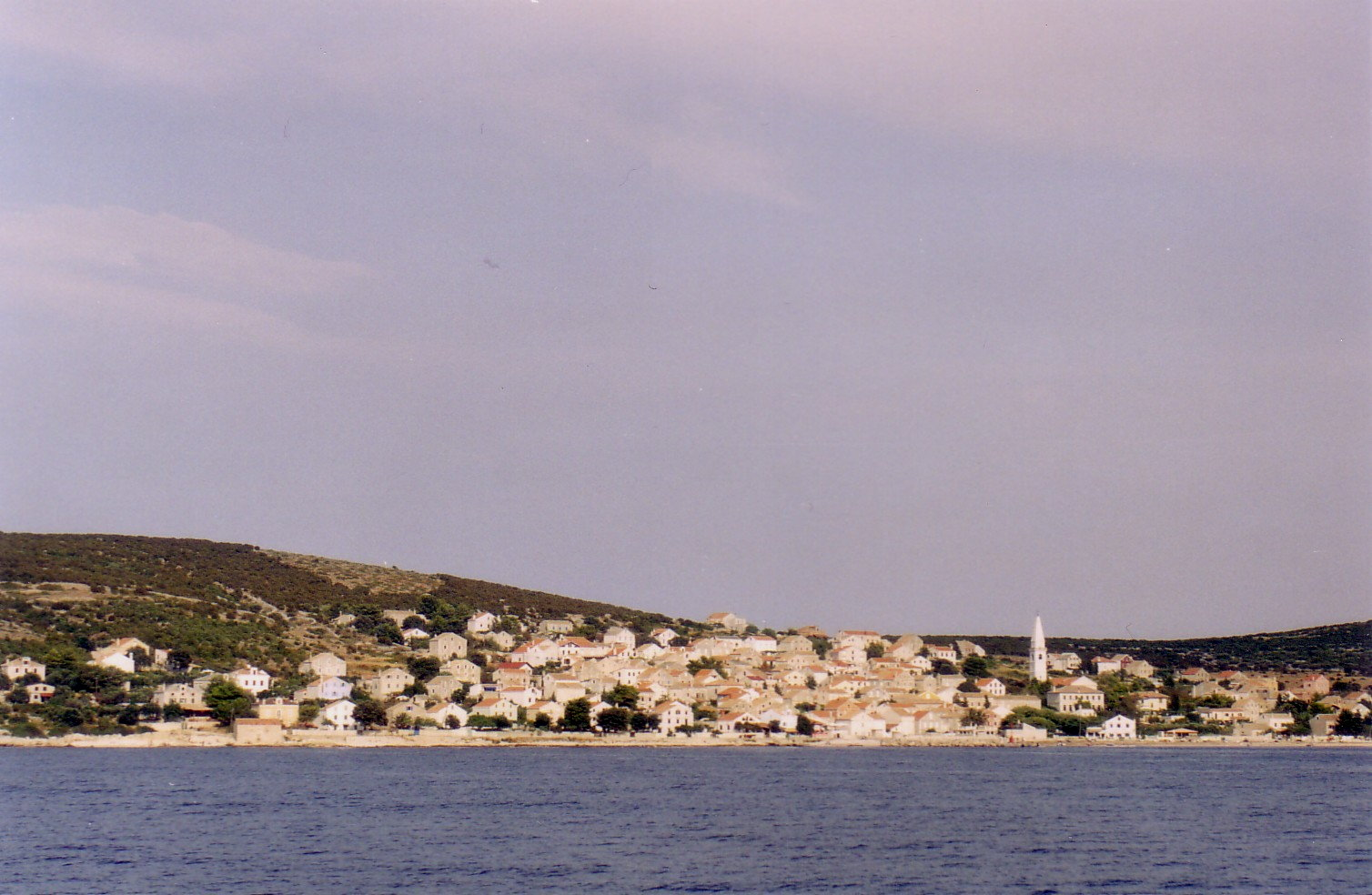

烏尼耶島是克羅地亞的島嶼，位於亞得里亞海，由濱海和山區縣負責管轄，長37公里，面積16.87平方公里，海岸線長度38.059公里，主要經濟活動有農業、漁業和旅遊業，2001年人口90。

## 外部連結
- Cres-Lošinj archipelago
- Publications for the islands of Losinj, Susak, and Unije （页面存档备份，存于）

44°38′N 14°15′E / 44.633°N 14.250°E